# Dymitr Tyszkiewicz
Dymitr Tyszkiewicz herbu Leliwa (ur. w Mińsku, zm. 1609), podkomorzy kijowski, marszałek królewski 1576, starosta miński, pisarz zamków ukraińskich, był wyznawcą prawosławia.
Dziedzic na Łohojsku, Sielca i Dzikuszek. 
Syn Skumina Tyszkiewicza i Marianny Mieleszko. Brat Teodora (zm. 1618), podskarbiego nadwornego litewskiego i wojewody nowogrodzkiego, Magdaleny - żony Iwana Chreptowicza i Kierdeja Lipskiego, Oleny - żony Iwana Kroszyńskiego i Fabianny - żony Tuchanowskiego, Podaszowskiego i Jana Baki.
Dwukrotnie żonaty. Pierwsza żona Zofia Wolska herbu Półkozic urodziła troje dzieci: Jana - starostę czarnobylskiego, później zakonnika franciszkańskiego, Magdalenę - żonę Stanisław Ninińskiego i Annę - żonę Krzysztofa Syrucia.
Druga żona Anna Massalska urodziła trzech synów: Jerzego, Aleksandra i Teodora.